# Hazelhurst (Illinois)
Pour les articles homonymes, voir Hazelhurst.
Hazelhurst est une communauté incorporée des comtés d'Ogle et de Carroll dans l'Illinois.

## Géographie
Hazelhurst est situé entre le township d'Elkhorn Grove et celui d'Eagle Point.